# Corbești, Mureș

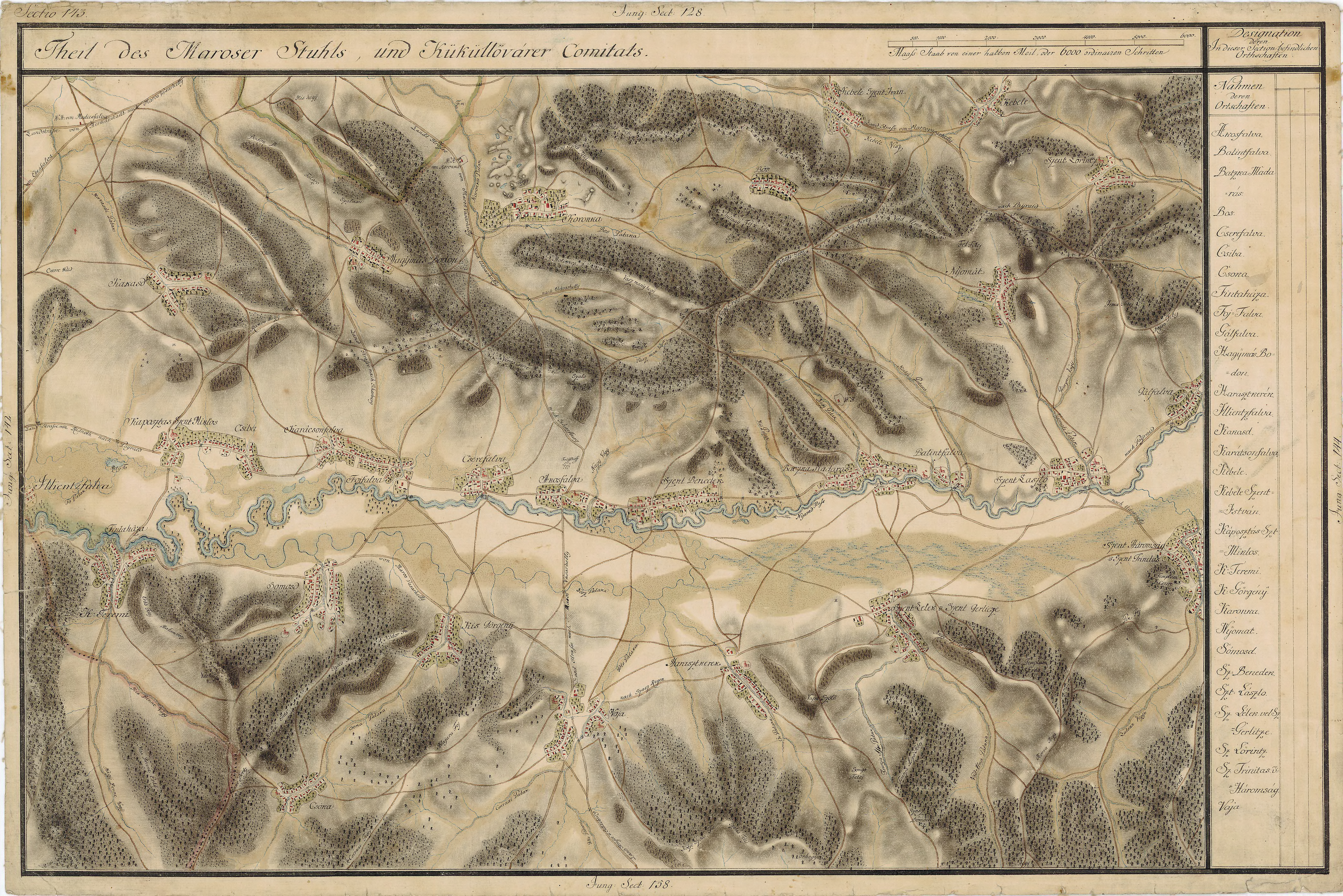
Corbești în Harta Iosefină a Transilvaniei, 1769-73

Corbești (în maghiară Székelycsóka) este un sat în comuna Acățari din județul Mureș, Transilvania, România. Se află în partea de sud a județului,  în Podișul Târnavelor.

## Imagini

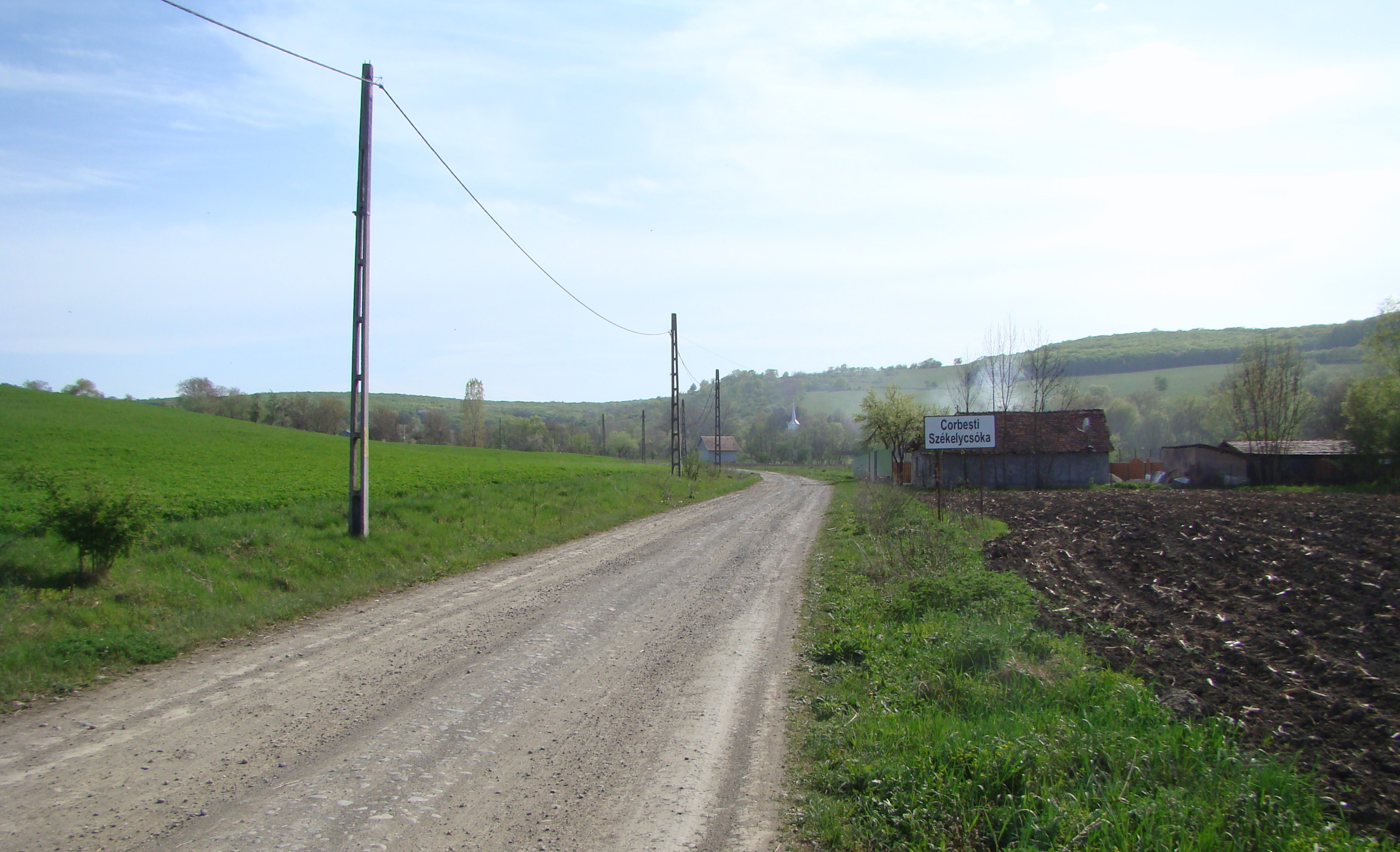
Intrarea în localitate
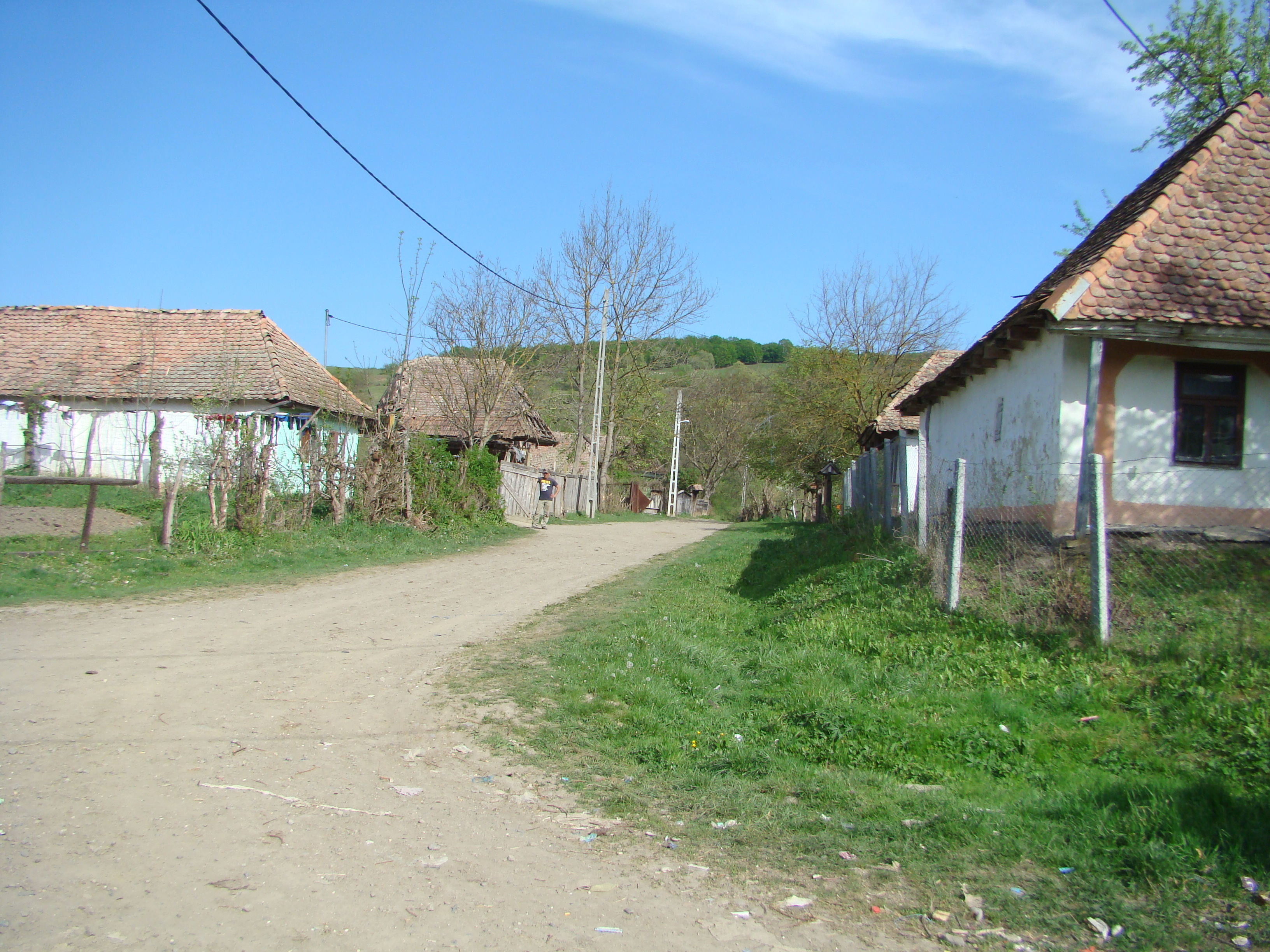
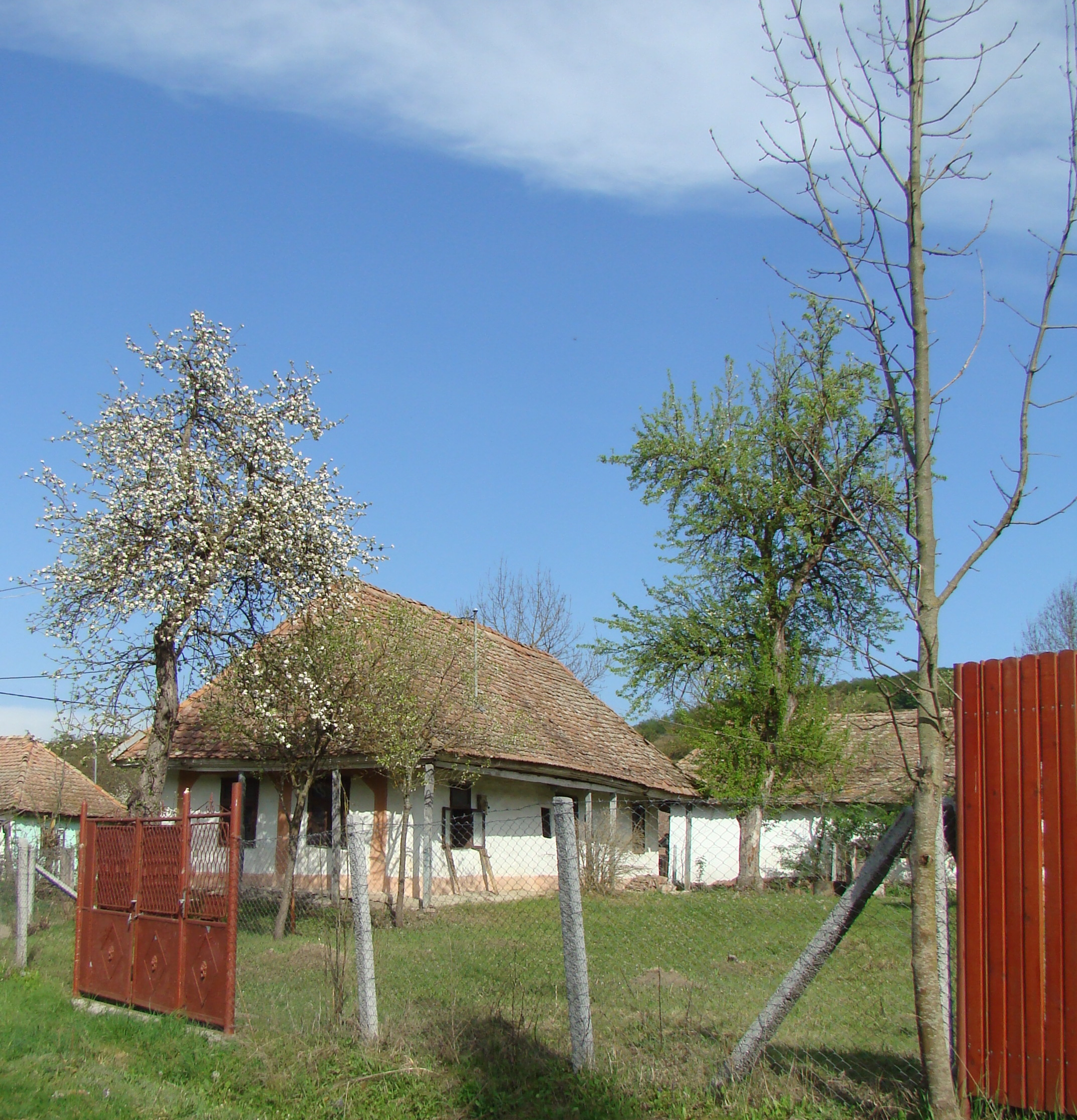
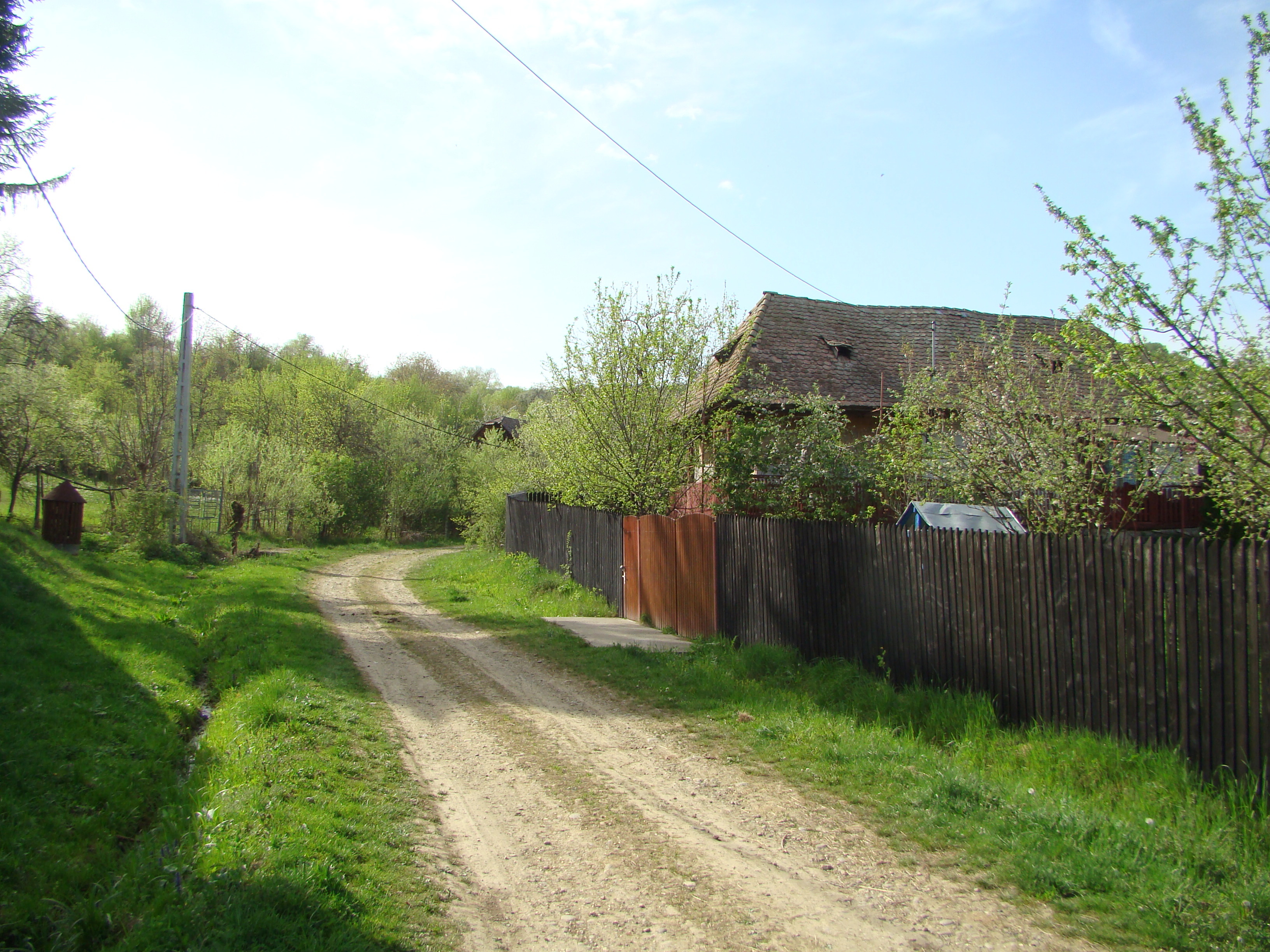
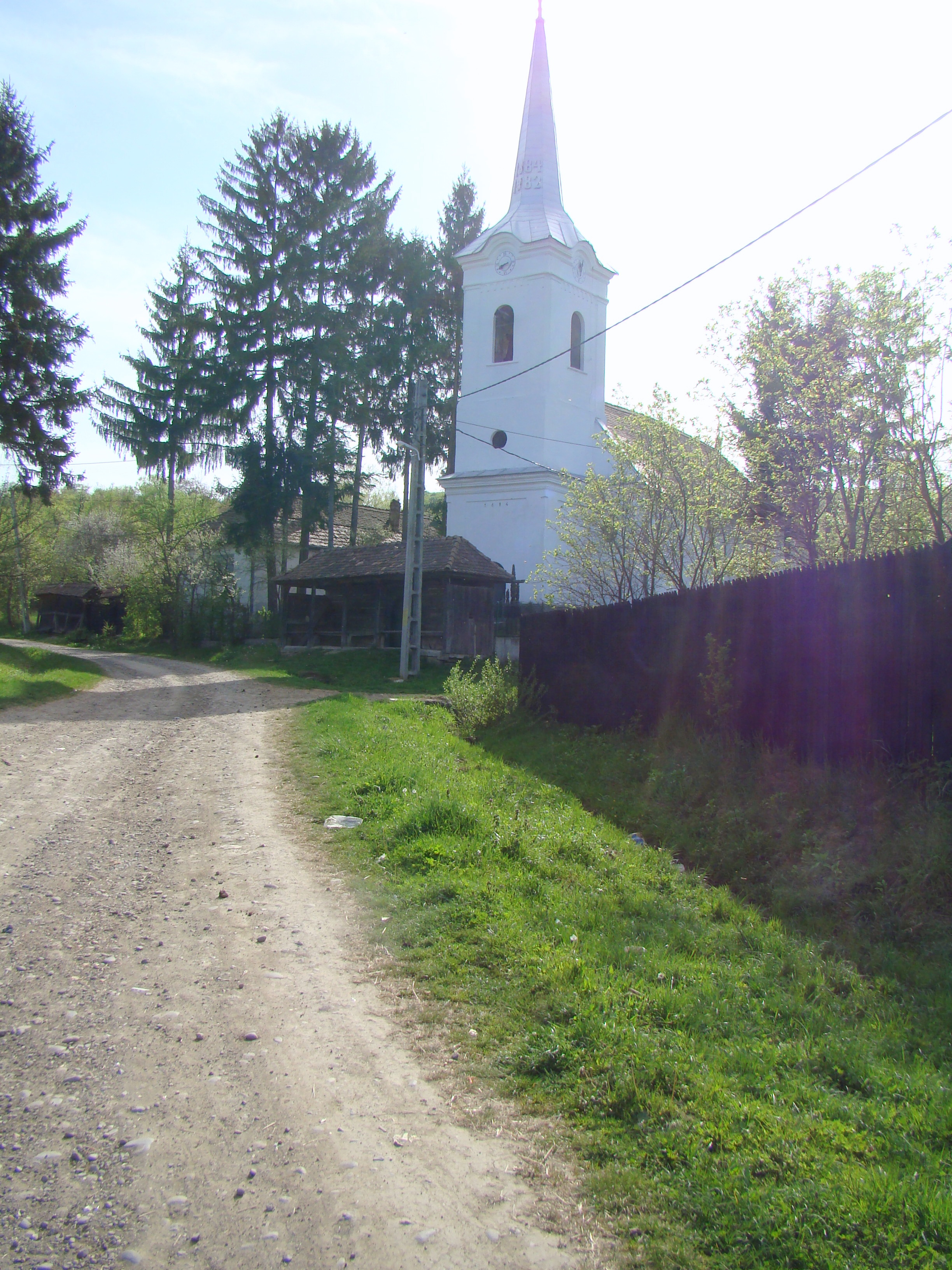
Biserica reformată (1804)
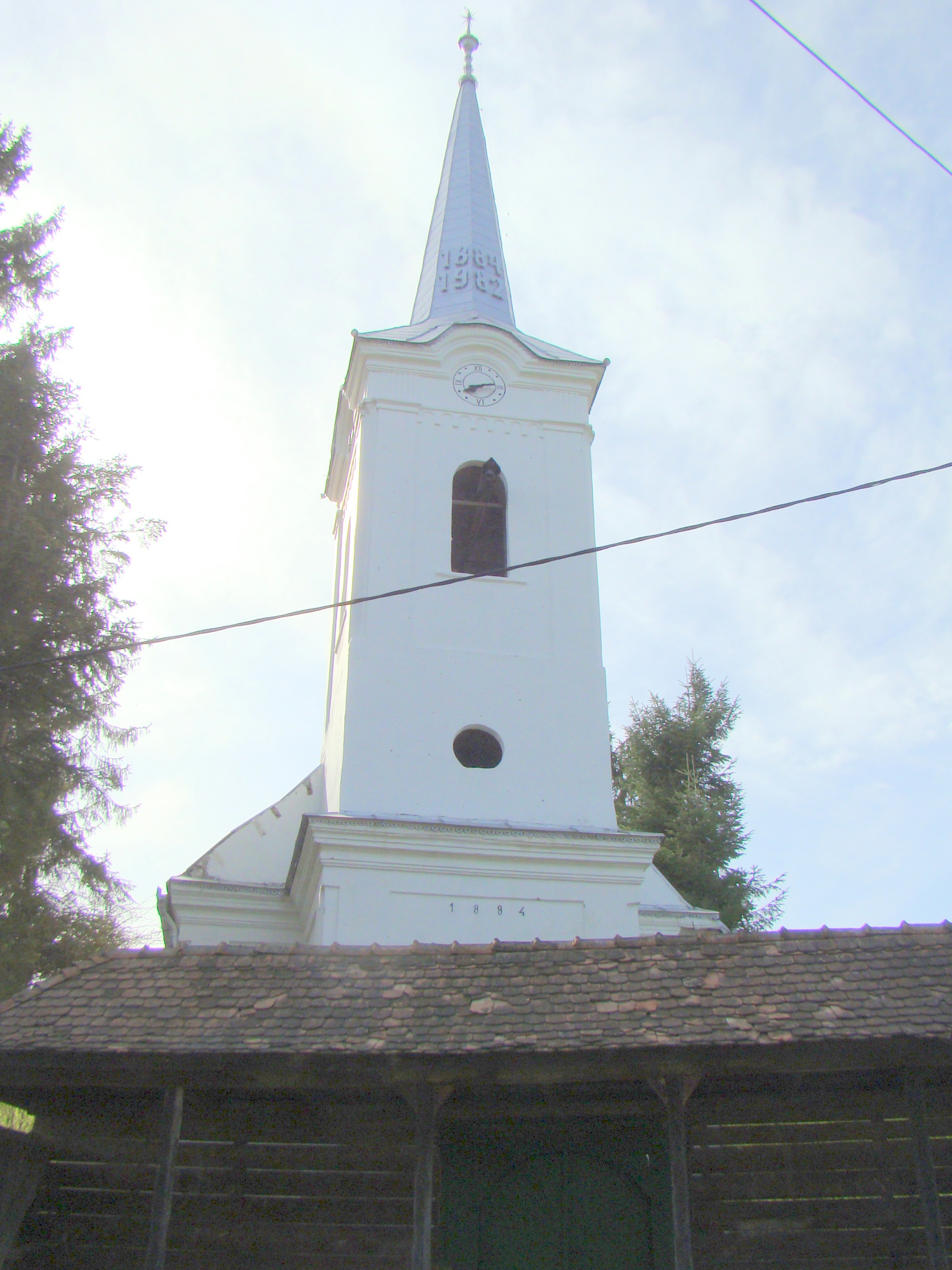
Turnul bisericii reformate
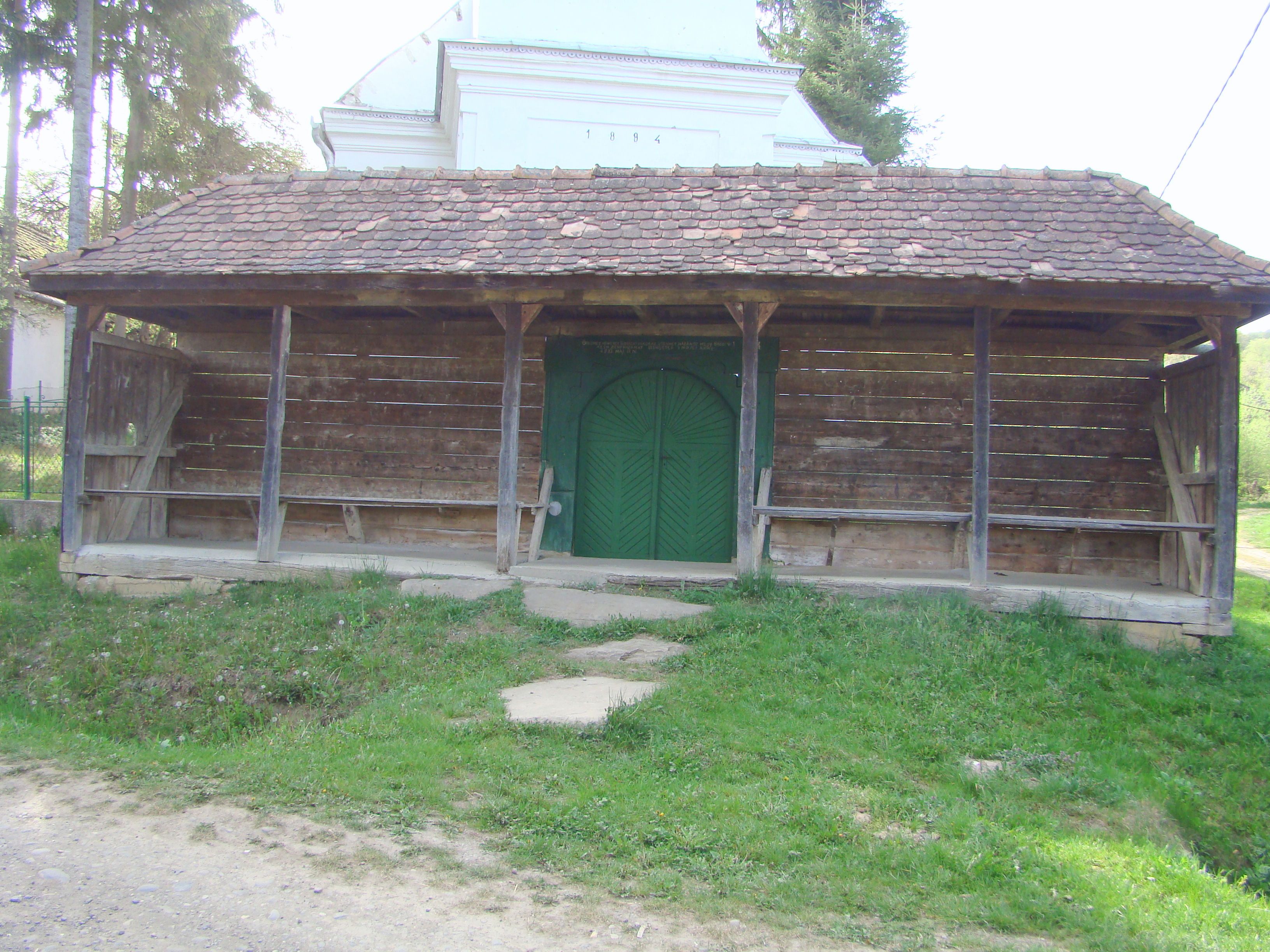
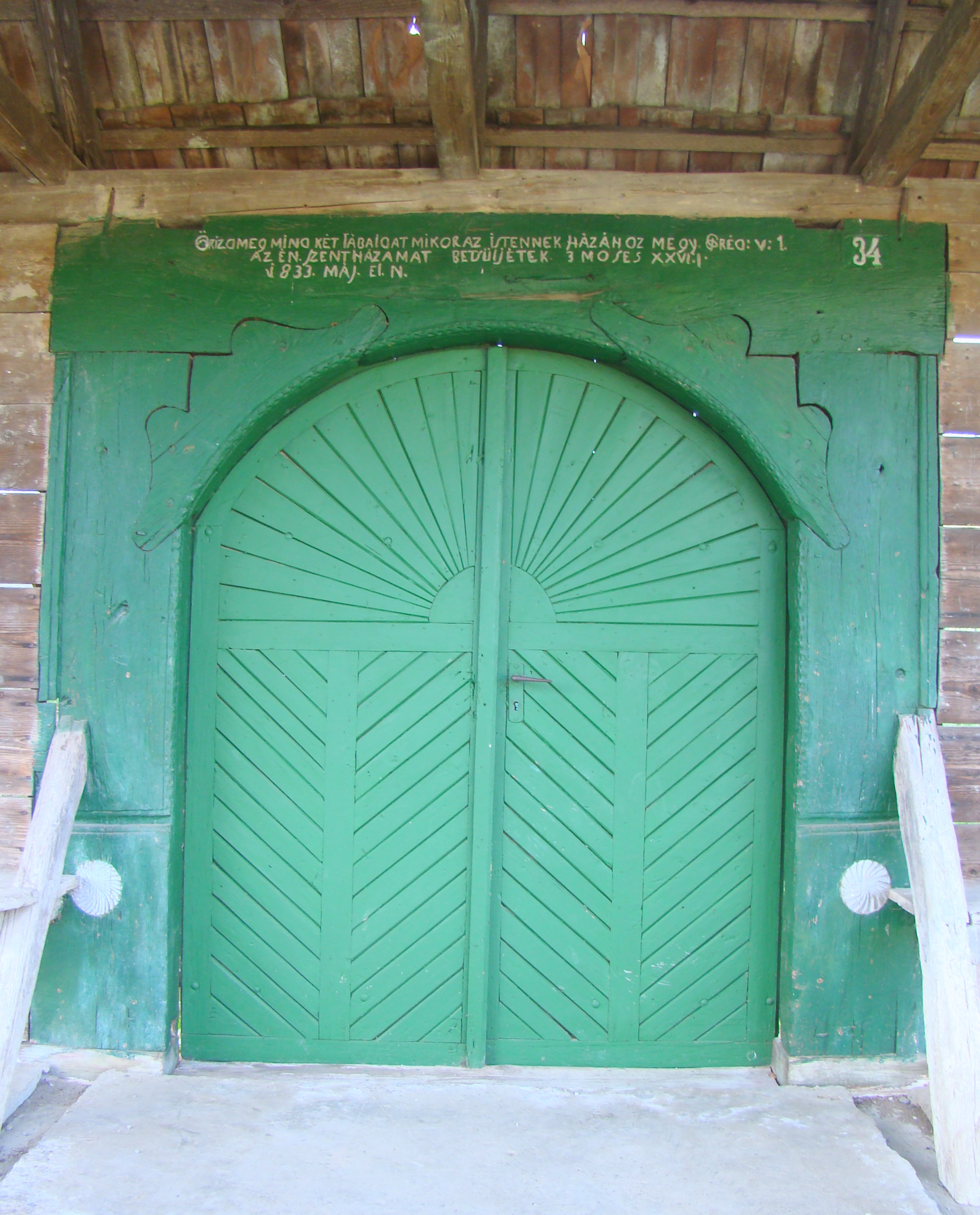
Poarta de lemn a bisericii reformate